# Distretto di Tha Pla
Il distretto di Tha Pla (in thailandese: ท่าปลา) è un distretto (amphoe) della Thailandia, situato nella provincia di Uttaradit.